# I Won't Let You Go (Snow Patrol)
I Won't Let You Go is een nummer van de Noord-Ierse band Snow Patrol uit 2014. Het is afkomstig van de soundtrack van de film Divergent.
De indierockballad wist enkel in het Nederlandse taalgebied de hitlijsten te bereiken, met in Nederland een 7e positie in de Tipparade en in Vlaanderen een 32e positie in de Tipparade.